# Twelve O'Clock High
Twelve O'Clock High is een Amerikaanse film uit 1949 die speelt tijdens de Tweede Wereldoorlog. De film vertelt het verhaal van een groep B-17 bommenwerpers die in het Verenigd Koninkrijk gestationeerd is. Het gaat om de (fictieve) 918th Bomb Group, bestaande uit drie squadrons (totaal 21 vliegtuigen).
De film is in zwart-wit gemaakt zodat het mogelijk was historisch filmmateriaal van daadwerkelijke luchtgevechten, geschoten tijdens de oorlog, te monteren zonder dat dit uit de toon zou vallen. Omdat de film relatief kort na de oorlog is opgenomen was er volop authentiek vliegend en rollend materiaal beschikbaar, wat op zich de film al de moeite van het bekijken waard maakt. Het verhaal is gebaseerd op het bombardement op Mortsel.

## Achtergrond
Nadat Duitsland de oorlog aan Amerika had verklaard werd de United States Army Air Force ook actief in Europa: de Amerikanen kozen voor een strategie van bombardementen van doelen op het Europees vasteland bij daglicht. Deze strategie maakte grotere precisie bij het bombarderen mogelijk, maar stelde de bommenwerpers aan zeer grote gevaren bloot, vooral bij bombardementen op Duitsland. Vooral de eerste eenheden van de 8th Air Force kregen het zwaar te verduren.

## Verhaal
De film is een raamvertelling waarbij een van de participanten, in 1949, terugkijkt op zijn belevenissen bij de groep. In het begin van de film dreigt de groep aan de druk en de verliezen te bezwijken. Als de commandant van de groep aan de verschrikkingen van de oorlog onderdoor lijkt te gaan, wordt hij tijdelijk vervangen door Generaal Savage (Gregory Peck). Deze staat voor de taak het moreel te herbouwen, een zware taak, die hij met zware middelen en ijzeren discipline aanpakt. Groot drama volgt. Het verhaal is geïnspireerd door het waar gebeurde raid op de ERLA-fabriek te Mortsel (Antwerpen) op 5 april 1943. Die werd uitzonderlijk aangevoerd door generaal Frank Armstrong (in de film Frank Savage). Armstrong was tevoren als kolonel de bevelhebber geweest van de 306de Bomb Group op het vliegveld van Thurleigh, Engeland. Toen hij vernam hoe gedemoraliseerd zijn mannen waren na zware verliezen boven Frankrijk bood hij zich onverwacht op het vliegveld van Thurleigh aan en kondigde aan de eerstvolgende raid (bombardement op Mortsel) te zullen leiden. De raid is de geschiedenis ingegaan door de grote verwoesting die werd aangericht, de vele (burger)doden die er waren te betreuren 936 (waaronder honderden kinderen) en de zware verliezen die zowel door JG26 van de Luftwaffe als de B-17 van de 8th Air Force leden.

## Rolverdeling
| Acteur           | Personage       |
| ---------------- | --------------- |
| Gregory Peck     | Frank Savage    |
| Hugh Marlowe     | Ben Gately      |
| Gary Merrill     | Keith Davenport |
| Millard Mitchell | Pritchard       |
| Dean Jagger      | Stovall         |
| Robert Arthur    | McIllhenny      |
| Paul Stewart     | "Doc" Kaiser    |
| John Kellogg     | Cobb            |
| Robert Patten    | Bishop          |
| Lee MacGregor    | Zimmerman       |
| Sam Edwards      | Birdwell        |
| Roger Anderson   | ondervrager     |
| Kenneth Tobey    | wachter         |